# Lestes macrostigma
Espèce
Statut de conservation UICN

 LC  : Préoccupation mineure

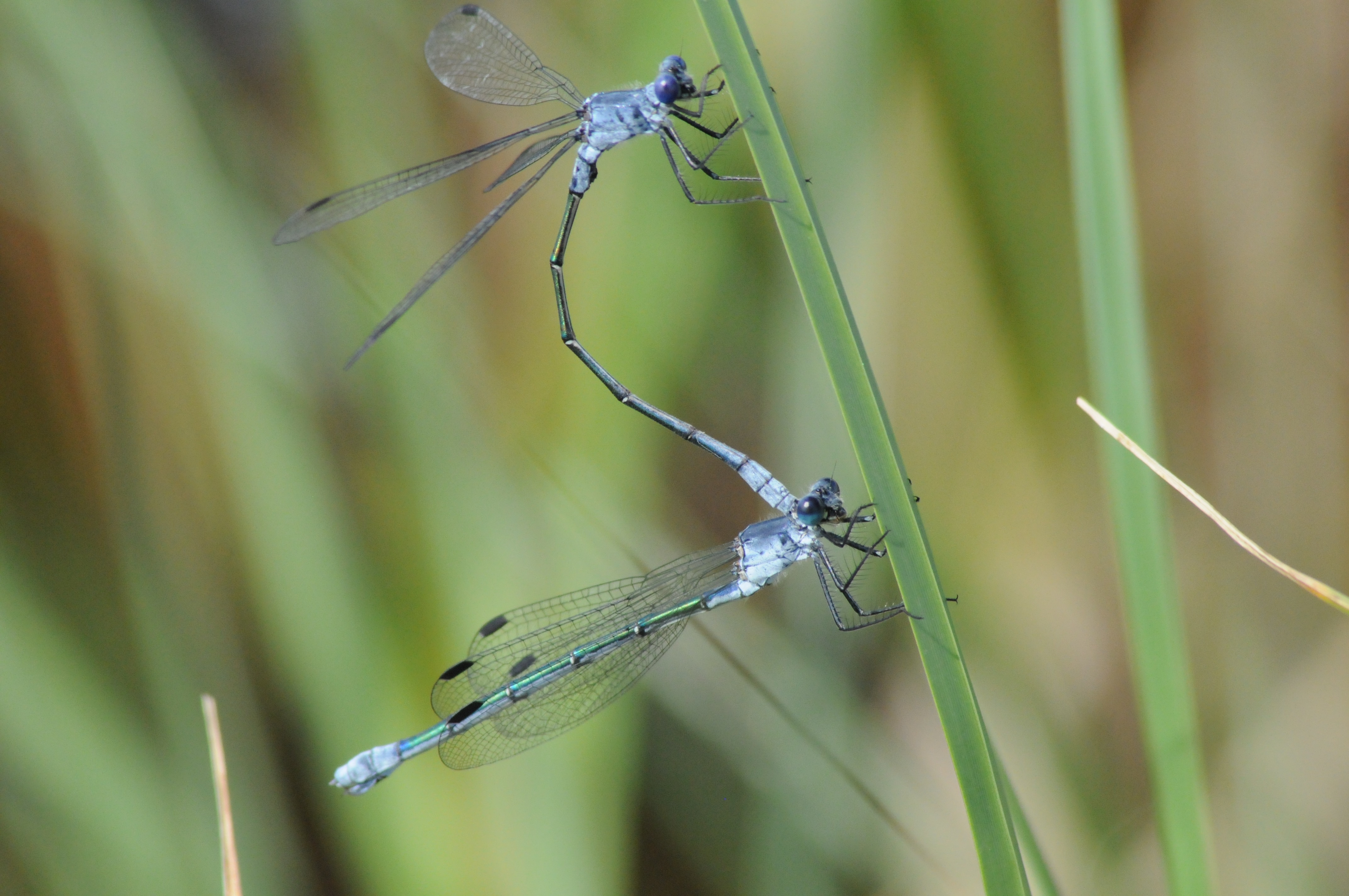
Couple de Lestes macrostigma sur le Scirpe maritime dans la réserve naturelle de la Tour du Valat en Camargue (France)

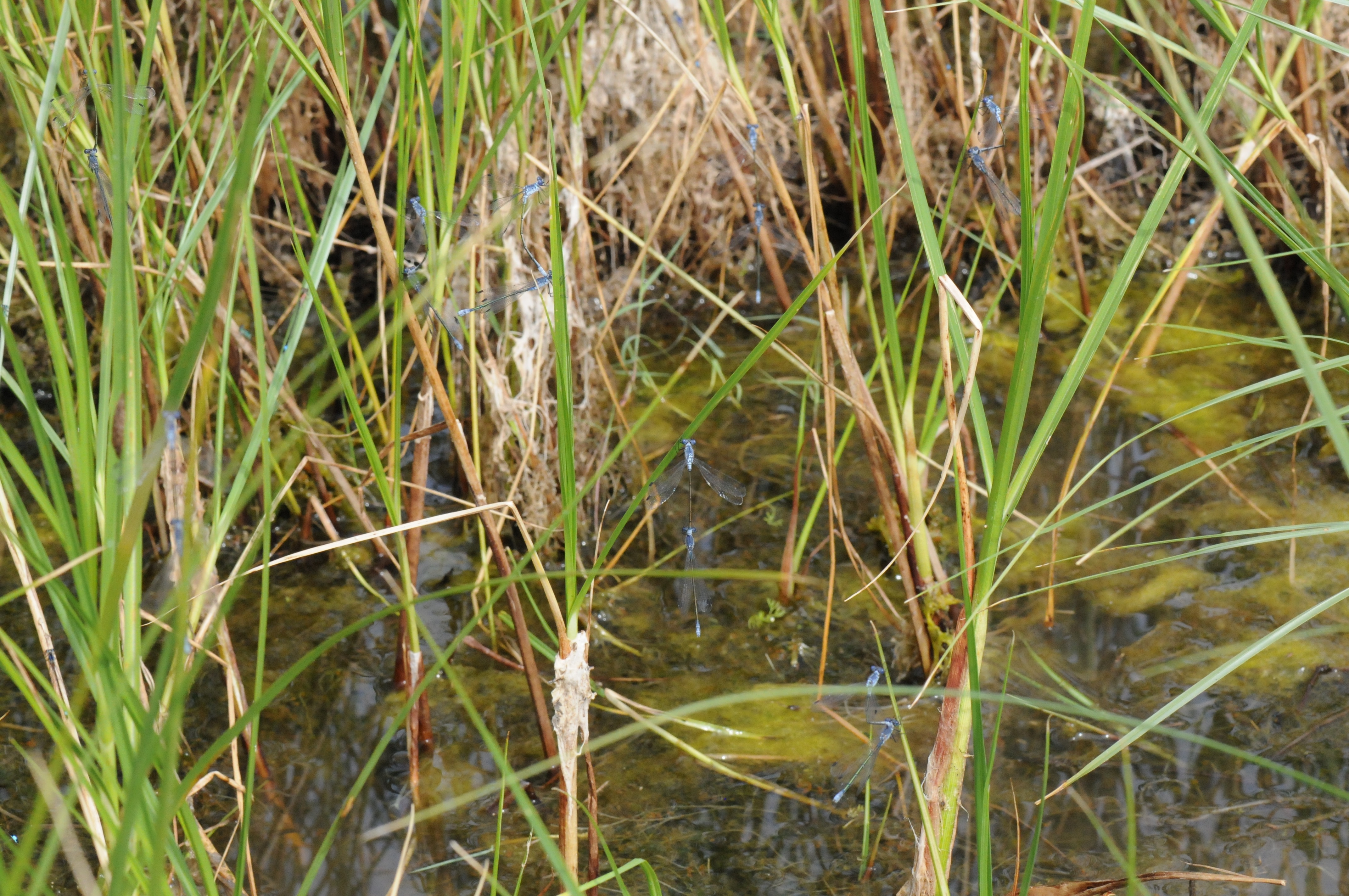
Habitat du Lestes macrostigma : mares temporaires à Scirpe maritime dans la réserve naturelle de la Tour du Valat en Camargue (France)

Lestes macrostigma, le leste à grands stigmas, est une espèce d'insectes odonates de la famille des Lestidae. Il s'agit d'une petite demoiselle très discrète dont les adultes ne volent que dans les touffes de scirpes.

## Description
Corps et yeux bleus, ailes bleutées

## Répartition
Répartition localisée et discontinue : du Portugal aux steppes mongoles.
En France, il n’est connu que sur la façade atlantique (Charente, Vendée, avec une petite population découverte en Loire-Atlantique, en juillet 2005 (Lionel Picard, IGARUN, Master I et François Meurgey, Museum d'histoire naturelle de Nantes), en Corse et en Camargue, notamment dans les Réserves naturelles de la Tour du Valat et des Marais du Vigueirat.

## Habitat
Inféodé aux eaux temporaires, le plus souvent saumâtres, de marais, mares, lagunes et anciens bassins salicoles colonisés par le scirpe maritime (Bolboschoenus maritimus) ou le jonc maritime (Juncus maritimus). L'espèce possède une réelle préférence pour ces deux espèces bien que la femelle puisse déposer ses œufs dans d'autres espèces de plantes (Lambret et al., 2015a, 2015b).
La végétation aquatiques de ses milieux de reproduction consiste notamment à des herbiers de Ranunculus baudotii.

## Reproduction
Le Leste à grands stigmas est adapté aux milieux salés mais la présence d’eau douce en mai-juin semble nécessaire. Les œufs sont pondus à l’intérieur de la partie sommitale des tiges triangulaires du Scirpus maritimus (entre le 15 mai et le 15 juin dans le sud et l’ouest de la France) où ils passeront l’hiver en diapause. Les larves se laissent tomber dans l’eau au printemps (en mars) et s’y développent.
Comme pour d’autres espèces de Lestes, le succès de reproduction peut être très aléatoire. Certaines années, des quantités « très importantes » d’adultes sont observées comme sur l'Etang de Berre en 1988, en Crau. Cette année-là, une large dispersion de l’espèce a été observée dans le Vaucluse. Ces brutales et fortes variations d'effectifs rendent l’évaluation des populations difficiles pour cette espèce.

## Menaces
L’espèce figure dans la liste rouge des espèces menacées en France (DOMMANGET, 1987) et est notamment menacée par la destruction de ses habitats [drainage, mise en culture, surfréquentation, insecticides (démoustication), sur-pâturage (les œufs passent l’hiver dans la partie supérieure des Scirpes, qui ne doivent pas être trop broutés pour que l’espèce puisse survivre)].
Cette espèce est dépendante de milieux (qu’on trouve notamment en Camargue "traditionnelle") associant des habitats saumâtres et des marais doux éventuellement extensivement pâturés; habitats en forte dégradation dans l’ouest de la Camargue et en Afrique du Nord (L’espèce semble être éteinte au Maroc).